# 의정부 부대찌개 거리

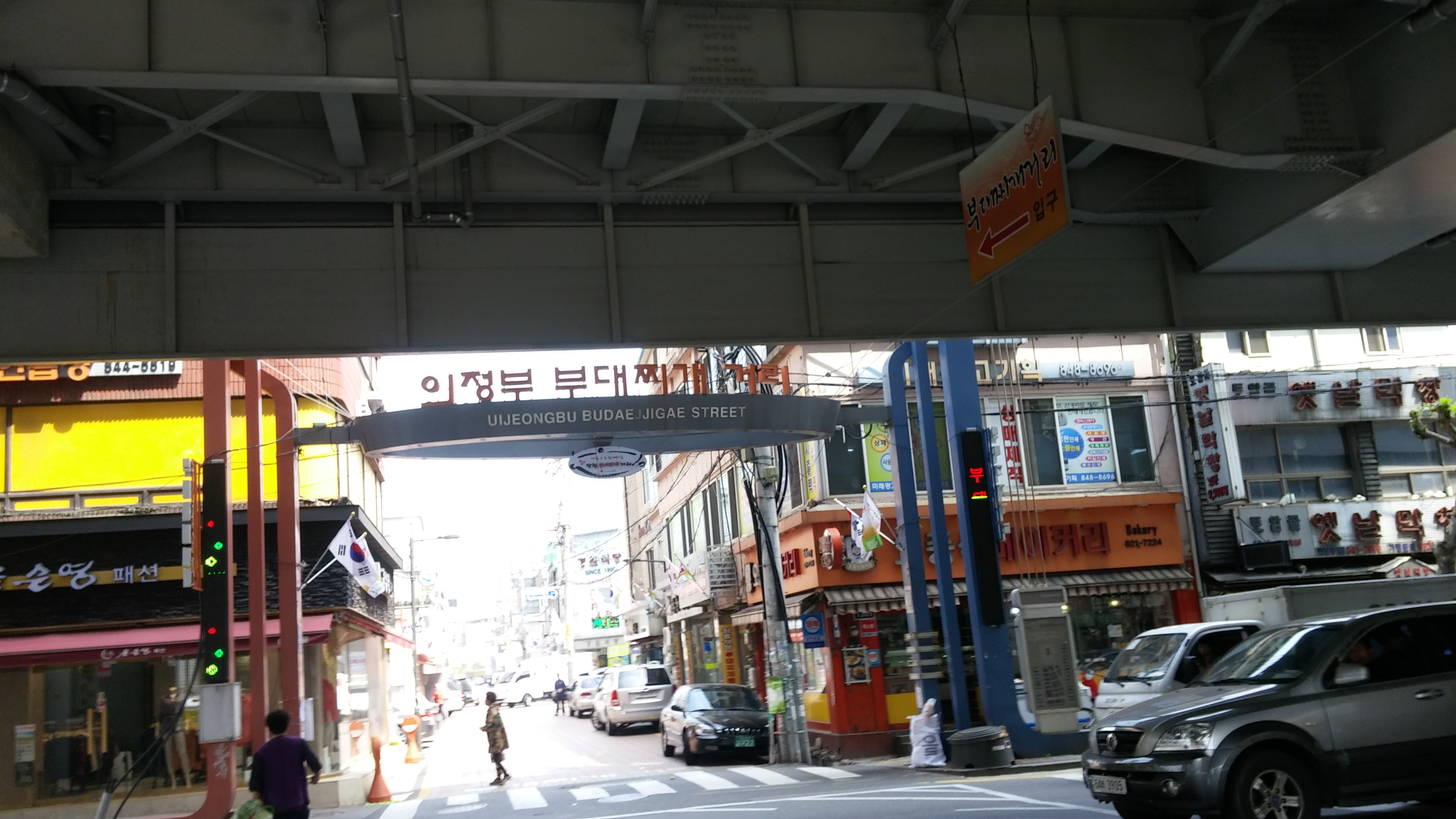
의정부부대찌개거리 간판이다.

의정부 부대찌개 거리는 식객에 소개되어 유명한 오뎅식당을 중심으로 총 14곳에 부대찌개 식당이 모여 있는 거리를 뜻한다. 의정부경전철 의정부중앙역에 위치하고 있다.

## 역사
처음 부대찌개가 만들어질 당시에 미군부대에서 나오는 것들을 가지고 음식을 만드는 것이 불법이었다. 그래서 부대찌개를 만들어 팔다가 경찰서에 불려가곤 했다. 하지만 손님들에게 부대찌개는 인기가 있었다. 그러나 미군부대에서 나온 재료들을 사용한다는 부정적인 이미지가 있었고 그것을 없애기 위해 의정부 찌개거리를 만들었다. 그러나 이용객들이 불편을 호소하였고 시민들에게 설문조사를 실시한 결과, 최종적으로 의정부 부대찌개 거리라는 명칭을 내세우게 된다.
2008년에 의정부 부대찌개라는 대형 아치를 설치하였으며, 2014년에 의정부 부대찌개 거리가 경기도 내에서 착한 거리로 지정되었다.

## 식당
의정부

## 사건
오뎅식당 주인이 기존 식당 건물이 낡아 70m 떨어진 곳에 땅을 사서 신축하려 하자 건너편에 있는 ‘친구네집’이 ‘원조 오뎅식당 본점’이라고 간판을 바꿔 달고 벽면 유리에는 ‘오뎅식당 최초 특허권’이라고 표시했다. 이에 대해 의정부시장이 2012년 8월 실제 변경신고를 한 상호를 간판 등에 사용하라는 시정명령을 내렸으나 간판은 바꿨으나 오뎅식당의 글자 크기에 비해 다른 글자가 상대적으로 매우 작고 벽면 유리와 출입문에는 여전히 ’오뎅식당‘이라고 표기했다. 이에 2013년 ‘원조 오뎅식당’이 ‘정순옥 원조 오뎅 의정부 부대찌개 오뎅식당’을 상대로 제기한 상호사용금지가처분신청에서 정순옥 오뎅식당은 ‘오뎅식당'이라는 상호를 음식점 영업을 위한 간판, 물품의 포장 및 선전광고물에 사용해서는 안된다고 결정했다.

## 축제
2006년부터 매년 10월 경에 부대찌개 축제가 진행되고 있다. 현재 2015년까지 10회 축제까지 진행되었다. 부대찌개 축제기간에는 의정부 부대찌개 거리를 찾는 분들에게 무료로 부대찌개를 나누어 준다. 최근에는 의정부부대찌개가 퓨전요리인 점을 이용하여 축제기간에 외국인, 학생들 그리고 한가족단위로 요리경연을 열기도 한다.

## 교통편
의정부 부대찌개 거리는 의정부경전철 의정부중앙역에 위치하며 동시에 의정부 부대찌개 거리 버스정류장이 있다.

## 참조
- 오뎅식당 원조판결. Newsis 2013.2.3
- 오뎅식당 허기숙 씨 별세. 연합뉴스 2014.7.3
- 제 9회 의정부부대찌개축제 보관됨 2015-05-28 - 웨이백 머신. Newsis 2014.10.07
- 송탄 부대찌개 보관됨 2015-05-28 - 웨이백 머신. 푸드 2014.9.13
- 의정부 부대찌개 역사 및 거리의 역사[깨진 링크(과거 내용 찾기)]. 의정부시청
- 부대고기라 불린 부대찌개 및 허기숙씨 인터뷰. 모모뉴스 2013.2.17
- 의정부명물부대찌개 제 28회 경로잔치. 아주경제 2015.5.3
- 의정부 부대찌개 거리 경기도내 최초 '착한 거리' 지정. 기호일보 2014.12.22
- 선한영향력 활동가 부대찌개맛집